# Automobile Bavaria
Automobile Bavaria este un importator al mărcilor BMW, Mini, MAN și Ineos în România, prezent din 1994 și deținut de Michael Schmidt, un român care a emigrat în Germania în 1981.